# Joris van de Kerkhof

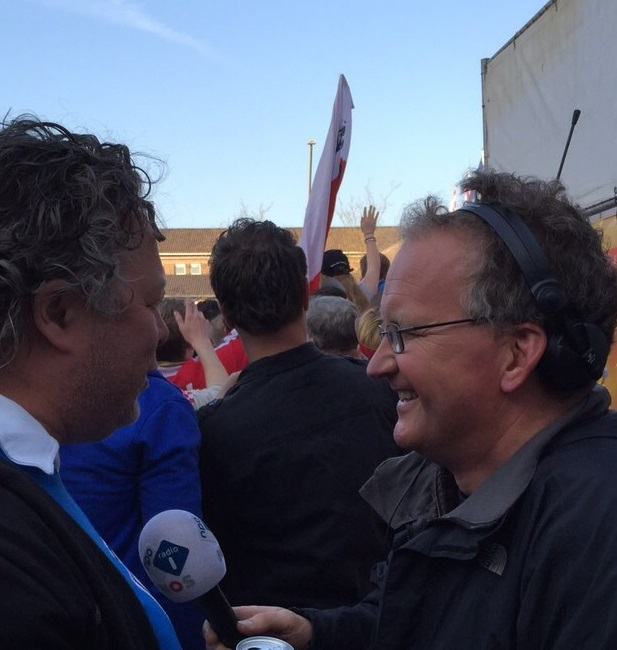
Joris van de Kerkhof (rechts)

Joris van de Kerkhof (Goirle, 30 mei 1967) is een Nederlands voormalig radioverslaggever.
Na zijn opleiding aan de Academie voor de Journalistiek in Tilburg, werkte Van de Kerkhof eerst bij KRO's Echo en daarna bij het VARA-programma De Edities. Vervolgens werd hij verslaggever bij Veronica Nieuwsradio tot het programma in mei 1996 ophield te bestaan. Na een periode van freelancen (VARA, NOS en Wereldomroep), kwam Van de Kerkhof in 1998 in vaste dienst bij het Radio 1 Journaal. Hij was ook correspondent Nederland voor de actualiteitenprogramma's van de VRT.
Een mooie reportage is voor Van de Kerkhof een reportage "met passie". "Dat je hoort dat de geïnterviewden hun verhaal kwijt willen, dat ze boos zijn of verdrietig. Dat je na afloop van de reportage het gevoel hebt: is het nu al voorbij, het is pas twee minuten bezig (terwijl het echt vijf of zes minuten was)."
Van de Kerkhof werd na een tsunami door de NOS uitgezonden naar Sri Lanka om reportages te maken over wat hij er aantrof. Een jaar later keerde hij er terug om te berichten over hoe de situatie toen was. Eind mei 2006 deed hij verslag van de aardbeving op Java. Toen hij de vraag kreeg voorgelegd of hij uitkeek naar de volgende ramp, zei Van de Kerkhof: "Niet naar de ramp, wel naar de verslaggeving ervan. Waarom? Omdat verslaggeving van rampen de reden van je bestaan als journalist is. Daar zijn waar het gebeurt, of gebeurd is. Zo simpel is het."
Sinds 2020 werkt Van de Kerkhof als 'speechschrijver' bij het ministerie van Financiën.